# Leon Bailey
Leon Patrick Bailey (* 9. srpna 1997) je jamajský fotbalový útočník, od srpna 2021 hráč klubu Aston Villa FC. Je považován za velký fotbalový talent, v mládežnickém věku podepsal sponzorskou smlouvu s firmou Nike.

## Klubová kariéra
Bailey hrál v jamajské akademii Phoenix All Stars Football Academy z Kingstonu, kde působil i jeho otec Craig Butler ve funkci ředitele. V prosinci 2014 podepsal ve věku 17 let se svým o rok mladším bratrem Kyle Butlerem smlouvu se slovenským klubem FK AS Trenčín, přičemž zájem o něj projevily i kluby AFC Ajax a Chelsea FC. Oba se měli postupně zapracovat do A-mužstva FK AS a podepsali smlouvy do konce roku 2017.
V srpnu 2015 posílil belgický klub KRC Genk, v jehož dresu debutoval v profesionální kopané. V sezóně 2015/16 se stal nejlepším mladým hráčem belgické nejyšší ligy.
V lednu 2017 přestoupil za uváděných 20 milionů eur do Německa do klubu Bayer 04 Leverkusen.
V srpnu 2021 začal působit v anglické Premier League, přestoupil do londýnského klubu Aston Villa.

## Reprezentační kariéra
Bailey je reprezentantem Jamajky v kategorii do 23 let.